# Баннистер, Билли
Уи́льям Ба́ннистер (англ. William Bannister), более известный как Би́лли Ба́ннистер (англ. Billy Bannister; 26 декабря 1878 — 25 марта 1942) — английский футболист, центральный хавбек. Выступал за клубы «Бернли», «Болтон Уондерерс», «Вулидж Аресенал», «Лестер Фосс» и «Кру Александра», а также за национальную сборную Англии.

## Клубная карьера
Уроженец Бернли (графство Ланкашир), Баннистер начал играть в футбол в клубе «Эрсли». В 1899 году стал игроком клуба «Бернли». Дебютировал за «бордовых» 7 октября 1899 года в матче Первого дивизиона против «Блэкберн Роверс».
В ноябре 1901 года перешёл в «Болтон Уондерерс» за 700 фунтов стерлингов. Его дебют за «рысаков» состоялся 7 декабря 1901 года в матче против «Блэкберн Роверс».
В декабре 1902 года Баннистер перешёл в «Вулидж Аресенал». Дебютировал за «канониров» 1 января 1903 года в матче Второго дивизиона против «Стокпорт Каунти».
В апреле 1904 года перешёл в клуб «Лестер Фосс» за «рекордную сумму» в истории клуба. Дебютировал за «лис» 3 сентября 1904 года в матче Второго дивизиона против «Блэкпула». В составе «Лестер Фосс» провёл шесть сезонов, сыграв в общей сложности 160 матчей и забив 18 голов.
В августе 1910 года вернулся в «Бернли», где провёл ещё два сезона, однако в основной состав попадал редко. В 1912 году стал игроком клуба «Кру Александра», а ещё через год перешёл в «Лестер Импириал», где и завершил карьеру игрока.

## Карьера в сборной
18 марта 1901 года Баннистер дебютировал за национальную сборную Англии на стадионе «Сент-Джеймс Парк» в Ньюкасл-апон-Тайне. В той игре англичане сыграли против сборной Уэльса, одержав победу со счётом 6:0.
22 марта 1902 года провёл свою вторую (и последнюю) игру за национальную сборную. Это был матч против сборной Ирландии на стадионе «Балморал Шоуграундс» в Белфасте, в котором англичане победили со счётом 1:0.

## Достижения
Сборная Англии
- Победитель Домашнего чемпионата: 1901

## Вне футбола
Управлял пабом Grimshaw Arms на Темпл-стрит в Бернли, позднее управлял отелем в Лестере.